# Ungerns Grand Prix 2005
Ungerns Grand Prix 2005 var det trettonde av 19 lopp ingående i formel 1-VM 2005.

## Resultat
1. Kimi Räikkönen, McLaren-Mercedes, 10 poäng
2. Michael Schumacher, Ferrari, 8
3. Ralf Schumacher, Toyota, 6
4. Jarno Trulli, Toyota, 5
5. Jenson Button, BAR-Honda, 4
6. Nick Heidfeld, Williams-BMW, 3
7. Mark Webber, Williams-BMW, 2
8. Takuma Sato, BAR-Honda, 1
9. Giancarlo Fisichella, Renault
10. Rubens Barrichello, Ferrari
11. Fernando Alonso, Renault
12. Narain Karthikeyan, Jordan-Toyota
13. Tiago Monteiro, Jordan-Toyota
14. Felipe Massa, Sauber-Petronas

### Förare som bröt loppet
- Christijan Albers, Minardi-Cosworth (varv 59, för få varv)
- Jacques Villeneuve, Sauber-Petronas (56, brandskada)
- Juan Pablo Montoya, McLaren-Mercedes (41, drivaxel)
- Robert Doornbos, Minardi-Cosworth (26, hydraulik)
- David Coulthard, Red Bull-Cosworth 0, olycka)
- Christian Klien, Red Bull-Cosworth (0, olycka)

## VM-ställning
| Förarmästerskapet 1. Fernando Alonso, Renault, 87 2. Kimi Räikkönen, McLaren-Mercedes, 61 3. Michael Schumacher, Ferrari, 55 | Konstruktörsmästerskapet 1. Renault, 117 2. McLaren-Mercedes, 105 3. Ferrari, 86 |